# 会計検査院事務総長官房
会計検査院事務総長官房（かいけいけんさいんじむそうちょうかんぼう）は、会計検査院の内部部局の一つ。大臣官房の一種であるが会計検査院ではその性質上、事務総長官房と称する。国会、人事、会計などを統括する筆頭部局である。

## 所掌事務
主な所掌事務は以下の通りである。
総務課
- 検査官会議の議事に関すること
- 各局に共通する検査事項の処理に関すること
- 会計検査院法（昭和二十二年法律第七十三号）第二十三条の規定による検査をするものの指定に関すること
- 年報の整備に関すること
- 他の所掌に属しない事務

人事課
- 院長の互選に関すること
- 院長に代わつてその職務を行う検査官を定める合議に関すること
- その他人事に関すること

調査課
- 財政及び経済の調査に関すること
- 会計検査に関する調査研究に関すること
- 外国の財政監督制度の調査に関すること
- 最高会計検査機関国際組織に関すること
- 国際協力及び海外との連絡に関すること

会計課
- 営繕及び契約に関すること
- 庁中の衛生及び警備に関すること

法規課
- 会計検査院諸法規の制定及び改廃に関すること
- 会計検査院の所掌事務に関する改善事項の企画立案に関すること
- 法制の調査に関すること
- 会計検査院法第三十七条又は予算執行職員等の責任に関する法律（昭和二十五年法律第百七十二号）第九条第五項の規定による意見の表示に関すること
- 計算証明規則（昭和二十七年会計検査院規則第三号）に基づく指定又は承認に関すること

上席検定調査官
- 懲戒処分の要求に関すること
- 弁償責任の検定に関すること
- 検察庁に対する通告に関すること
- 審査に関すること

上席企画調査官
- 会計検査に関する中長期的な企画に関すること
- 会計検査院情報公開・個人情報保護審査会の庶務に関すること

厚生管理官
- 職員の保健、衛生及び医療に関すること
- 宿舎の運営に関すること
- 会計検査院共済組合に関すること
- 職員の災害補償に関すること

上席情報システム調査官
- 情報システムに関すること

能力開発官
- 会計検査院の所掌事務に関する研修に関すること
- 検査のための資料及び情報の収集、管理及び提供に関すること
- 会計検査院の活動に関する資料（年報を除く。）の整備に関すること
- 図書の管理に関すること

## 幹部
- 官房長不置（事務総局次長が実質的に官房を統括し、他省庁の官房長に相当する）
- 総括審議官（1名）
- サイバーセキュリティ・情報化審議官（1名）
- 審議官（13名）

## 組織
- 総務課
  - 渉外広報室
  - 企画調整室
- 人事課
- 調査課
  - 国際業務室
- 会計課
- 法規課
  - 情報公開・個人情報保護室
  - 公文書監理室
- 上席検定調査官
- 上席企画調査官
  - 検査支援室
  - 情報公開・個人情報保護審査会事務室
- 厚生管理官
- 上席情報システム調査官
- 能力開発官
  - 研修室（安中研修所）
  - 公会計監査連携室
  - 資料情報管理室
- 技術参事官